# Dimensionaut
Dimensionaut is het debuutalbum van Sound of Contact.
Het album is opgenomen in twee geluidsstudio's die mijlenver uit elkaar liggen. In Vancouver aan de westkust van Canada werd gebruikgemaakt van de Greenhouse Studio, in Miami aan de oostkust van de Verenigde Staten zaten de heren in Sonic Reality. Geluidstechnicus daarbij was Chris Holmes. Het album werd gemixt door Nick Davis, die dat werk verrichtte voor Genesis, de band met Phil Collins, de vader van Simon Collins.
Dimensionaut is een conceptalbum omtrent de vervreemding van de mens ten opzichte van zijn omgeving. De dimensionaut ontvlucht de werkelijkheid door zich in dimensie, tijd en ruimtes te bewegen. Collins en Kerzner werkten vanaf 2010 met dit idee dat zij in 2013 aanboden aan platenlabel InsideOut Music, dat hun een contract aanbood. De muziekstijl is moderne progressieve rock. Na de release volgde een serie optreden in Noord-Amerika en Europa, waarbij ook Nederland werd aangedaan. Echter, na de release vertoonde de muziekgroep ook al barsten. Zowel Nordstrom als Kerzner verdwenen uit de band om een paar jaar later weer terug te komen, toen er sprake was van een vervolgalbum.
De meningen over het album liepen sterk uiteen. Het wisselde tussen een "aanrader" en "beter goed gestolen dan slecht bedacht". Men was het er wel over eens dat de stem van Simon Collins op dit album sterk doet denken aan die van zijn vader Phil Collins.

## Musici
- Simon Collins – zang, slagwerk, percussie
- Dave Kerzner – toetsinstrumenten, akoestische gitaar, elektronica
- Kelly Nordstrom – gitaar, basgitaar
- Matt Dorsey – basgitaar

Met
- Wells Cunninham – cello (tracks 1,5,7,10,11)
- Hannah Stobart – zang  (track 8), zij is zangeres van The Wishing Tree een soloproject van Marillions Steve Rothery

## Muziek
| Nr. | Titel | schrijver                             | Duur  |
| --- | --- | ------------------------------------- | ----- |
| 1.  | Sound of contact | Collins, Kerzner                      | 2:05  |
| 2.  | Cosmic distance ladder | Collins, Kerzner, Nordstrom, Dorsey   | 4:44  |
| 3.  | Pale blue dot | Collins, Kerzner, Nordstrom, Dorsey   | 4:44  |
| 4.  | I am (dimensionaut) | Collins, Kerzner, Nordstrom           | 6;25  |
| 5.  | Not coming down | Gene Barnett Seigel, Collins, Kerzner | 6:01  |
| 6.  | Remote view | Collins, Kerzner, Nordstrom           | 3:54  |
| 7.  | Beyond illumination | Stobart, Collins, Kerzner, Nordstrom  | 5:53  |
| 8.  | Only breathing out | Collins, Kerzner, Nordstrom           | 5:57  |
| 9.  | Realm of in-organic beings | Collins, Kerzner                      | 2:53  |
| 10. | Closer to you | Collins, Kerzner, Nordstrom           | 5:05  |
| 11. | Omega point | Collins, Kerzner, Nordstrom, Dorsey   | 6:30  |
| 12. | Möbius slip (I. In the difference engine (instrumental), II.Perihelion continuüm, III.Salvation found, IV. All worlds all times) | Collins, Kerzner, Nordstrom, Dorsey   | 19:36 |

Not coming down is geïnspireerd op het overlijden van Kerzners muziekmaatje Kevin Gilbert en gaat over de breekbaarheid van het leven. Het werd net als Pale blue dot uitgegeven als downloadsingle. Omega point verwijst, naar het punt dat terugkeer niet (meer) mogelijk is (Omega verwijst vaak naar het eindpunt). Möbius slip verwijst naar de Möbiusband, die ook op de platenhoes is te zien.